# Asian Handball Federation
Asian Handball Federation (AHF) er det kontinentale håndboldforbund i Asien og dermed et af International Handball Federations fem kontinentale håndboldforbund. AHF er det styrende organ for håndboldsporten i Asien, og forbundet har 36 landes nationale håndboldforbund som medlemmer.
AHF arrangerer mesterskaber for lands- og klubhold fra Asien:
- Asienmesterskabet i håndbold (mænd)
- Asienmesterskabet i håndbold (kvinder)
- Junior- og ungdomsmesterskaber for drenge og piger
- Asienmesterskabet i strandhåndbold (mænd)
- Asienmesterskabet i strandhåndbold (kvinder)
- Asienmesterskabet i håndbold for klubhold

Endvidere er AHF ansvarlig for håndboldturneringen ved de Asiatiske Lege og Vestasiatiske Lege.

## Medlemmer
AHF har 36 landes nationale håndboldforbund som medlemmer.
| Medlemmer (pr. januar 2011 | Medlemmer (pr. januar 2011                            |
| -------------------------- | ----------------------------------------------------- |
| Afghanistan                | Afghanistans håndboldforbund                          |
| Bahrain                    | Bahrains håndboldforbund                              |
| Bangladesh                 | Bangladesh' håndboldforbund                           |
| Forenede Arabiske Emirater | Forenede Arabiske Emiraters håndboldforbund           |
| Hongkong                   | Handball Association of Hong Kong                     |
| Indien                     | Indiens håndboldforbund                               |
| Indonesien                 | Indonesiens håndboldforbund                           |
| Irak                       | Iraks håndboldforbund                                 |
| Iran                       | Den Islamiske Republik Irans håndboldforbund          |
| Japan                      | Nihon Handball Kyokai                                 |
| Jordan                     | Jordans håndboldforbund                               |
| Kasakhstan                 | Kasakhstans håndboldforbund                           |
| Kina                       | Folkerepublikken Kinas håndboldforbund                |
| Kirgisistan                | Kirgistans håndboldforbund                            |
| Kuwait                     | Kuwaits håndboldforbund                               |
| Libanon                    | Libanons håndboldforbund                              |
| Macao                      | Macaos håndboldforbund                                |
| Malaysia                   | Malaysias håndboldforbund                             |
| Mongoliet                  | Mongoliets håndboldforbund                            |
| 0 Nepal                    | Nepals håndboldforbund                                |
| Nordkorea                  | Den Demokratiske Folkerepublik Koreas håndboldforbund |
| Oman                       | Omans håndboldforbund                                 |
| Pakistan                   | Pakistans håndboldforbund                             |
| Palæstina                  | Palæstinas håndboldforbund                            |
| Qatar                      | Qatars håndboldforbund                                |
| Saudi-Arabien              | Saudi-Arabiens håndboldforbund                        |
| Sri Lanka                  | Sri Lankas håndboldforbund                            |
| Sydkorea                   | Republikken Koreas håndboldforbund                    |
| Syrien                     | Syriens håndboldforbund                               |
| Tadsjikistan               | Tadsjikistans håndboldforbund                         |
| Taiwan                     | Taiwans håndboldforbund                               |
| Thailand                   | Thailands håndboldforbund                             |
| Turkmenistan               | Turkmenistans håndboldforbund                         |
| Usbekistan                 | Usbekistans håndboldforbund                           |
| Vietnam                    | Vietnams håndboldforbund                              |
| Yemen                      | Yemens håndboldforbund                                |